# Alexi Gómez
Edwin Alexi Gómez Gutiérrez, född 4 mars 1993 i Callao, är en peruansk fotbollsspelare som spelar för Gimnasia, på lån från Universitario. Han har tidigare spelat för bland annat IF Brommapojkarna i Superettan. 

## Karriär
Han debuterade för IF Brommapojkarna i Superettan den 3 april 2015 i en 0–1-förlust mot Östersunds FK.

### Fotnoter
1. ↑  ”Rödsvart premiär: Nu kör vi”. svenskafans.com. 2 april 2015. http://www.svenskafans.com/fotboll/rodsvart-premiar-nu-kor-vi-529015.aspx. Läst 4 april 2015.
2. ↑  ”IF Brommapojkarna 0-1 Östersunds FK”. svenskfotboll.se. http://svenskfotboll.se/superettan/match/?scr=result&fmid=2940326. Läst 4 april 2015.